# Mirigy Nagydíj
A Mirigy Nagydíj az Irigy Hónaljmirigy 2002-ben megjelent egyetlen koncertalbuma. A felvétel 2001 szeptemberében a Kisstadionban készült, Budapesten. A kiadvány a 14. helyig jutott a Mahasz Top 40 lemezeladási listán.

## Az album dalai
1. Felvezető kör
2. Mirigy himnusz
3. Hónaljban
4. Borból jó a kannás (20 éves jubileumi koncert verzió)
5. Kék e zene
6. Se ilyet, semmilyet
7. Whiskey-s üvegek
8. Borotválom
9. Neue Punk ist Borzalom
10. Nem tetszik semmi meló
11. Gyere ide Kincsem
12. Úgy leváltalak
13. Kiskamasz
14. Szétesem
15. Kócos fürtjeim
16. Huncut karnevál
17. Anyáddal jártam
18. Díjkiosztó
19. Drága barátaim! (Berci bácsi köszöntője)

## Közreműködők
Versenyzők
- Sipos Péter (Michell Schurmócher) - énekek, vokál, emésztési zavarok, akcentus, klímax
- Sipos Tamás (Alf Schurmocher) - énekek, vokál, rap, kígyóbűvölés
- Papp Ferenc (Nika Hackniman) - gitárok, Tetanusz oltás, cigi
- Ambrus Zoltán (David Kourdaat) - gitárok, ének, vokál, lepkeháló
- Uszkó László (Jirzsie Mansell) - billentyűs hangszerek, komputer és szabadidő programok
- Molnár Imre (Dicky Lauda) - basszus gitárok (jó sok), menstruációs zavarok
- Kabai László (Chibeddie Ervine) - dobok, cintányérok, cavinton, sms
- Varga György (Alan Prosto) - vokál, jópofáskodás, táncosláb

Segítők
- Csányi István - vokál, szaxofon, percussion, nyugodtság

Vendégfellépők
- Abaházi Csaba
- Delhusa Gjon